# Ikkō-shū
L'Ikkō-shū (一向宗) est généralement considéré comme une petite émanation militante du bouddhisme Jōdo shinshū bien que le nom ait une histoire complexe.

## Histoire
À l'origine, l'Ikkō-shū est une petite secte antinomiste fondée par Ikkō Shunjō (un disciple de Ryōchū de la branche Chinzei du bouddhisme Jōdo-shū et semblable au Ji-shū d'Ippen. Toutefois, lorsque l'établissement religieux et politico-militaire commence à sévir sur le mouvement piétiste Amida, il fait peu de distinction entre les différentes factions. La plupart des disciples d'Ikkō Shunjo font donc défection vers le plus puissant Jōdo shinshū et le nom Ikkō-shu devient finalement synonyme de Jōdo shinshū.
Rennyo, le charismatique chef de la branche Hongan-ji du Jōdo shinshū répond à cette situation en précisant la signification religieuse positive de l'Ikkō (« résolu ») tout en se distanciant simultanément du comportement antinomique de la secte Ikkō originale. Dans ses lettres pastorales, connues sous le nom « Ofumi » ou « Gobunsho », il écrit donc : « Il a été établi avec certitude que notre fondateur n'a pas particulièrement nommé notre école le “Ikkō-Shu”. Dans l'ensemble, la raison pour laquelle les gens nous appellent ainsi est que nous plaçons notre confiance absolue, exclusivement, dans le bouddha Amida […] Toutefois, le Fondateur a spécifiquement nommé cette secte « Jōdo Shinshū ». Par conséquent, vous devez comprendre que nous, de notre secte, ne sommes pas originaires de quelque manière ou n'avons formé le nom une secte d'un esprit[pas clair]. »

## Révolte desIkkō-ikki
Le mouvement piétiste Amida, et en particulier le Jōdo shinshū, fournissent également une théologie de la libération (ou idéologie) pour une vague de soulèvements contre le système féodal à la fin des XVe et XVIe siècles au Japon, connus sous le nom de « révoltes Ikkō-ikki ». Les causes de ce phénomène sont contestées mais ont peut-être deux origines, à la fois religieuses et socio-politiques.
En conséquence des révoltes Ikkō-ikki et de la montée en puissance des Jōdo shinshū, l'Ishiyama Hongan-ji et Nagashima, les forteresses-temples de la secte construites à la fin du XVe siècle sont finalement détruites par les armées d'Oda Nobunaga. La forteresse de Nagashima est rasée en 1574, emportant environ 20 000 personnes avec elle. Le Ishiyama Hongan-ji résiste au plus long siège de l'histoire du Japon, avant de se rendre en 1580. Sur ses ruines, Toyotomi Hideyoshi construit le château d'Osaka, dont une réplique se trouve sur le site aujourd'hui. Après la destruction de Nagashima, Nobunaga ordonne à ses hommes de chercher dans toute la province d'Echizen et de tuer jusqu'au dernier homme et femme de ce qu'on appelle secte Ikkō.